# 挪威十字軍

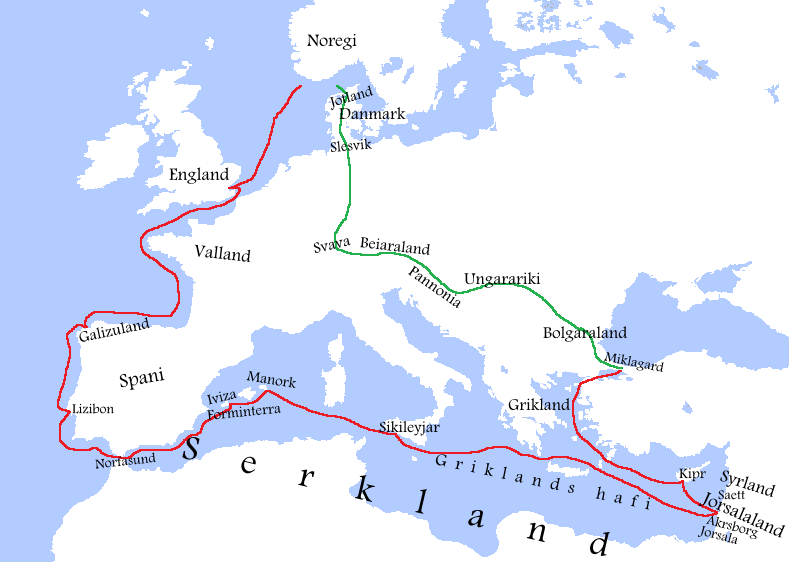
西格爾一世前往耶路撒冷、君士坦丁堡的路線(紅線)和歸途(綠線)。

挪威十字軍（英语：Norwegian Crusade）是挪威國王西居爾一世在第一次十字軍之後的1107年—1110年率領的十字軍。西居爾是第一位率領十字軍前往聖地的歐洲國王。西居爾沿途攻打伊比利半島、巴利亞利群島、西西里島的異教徒，1110年到達巴勒斯坦，協助耶路撒冷國王鮑德溫一世攻占西頓，建立西頓領地。

## 背景
1103年，挪威国王“赤脚王”马格努斯在爱尔兰战死，其三个儿子奥拉夫、埃斯泰因与西居尔共同继承了相对稳定的王国。西居尔统治奥克尼群岛期间，深感北方疆域的局促，遂将目光投向东方。1110年，圣地捷报传来——十字军攻占西顿的消息点燃了他的雄心。西居尔迅速召集了一支由60艘战舰组成的舰队，于1107年正式启程。这支北欧舰队沿北海南下，横渡大西洋，途中支援伊比利亚半岛的“收复失地运动”，参与圣地亚哥—德孔波斯特拉、里斯本与巴利阿里的战役，最终抵达地中海东岸圣地。

## 围攻西顿
西居尔的舰队抵达阿克港时，正值耶路撒冷国王鲍德温一世（Baldwin I）筹划第二次西顿围攻。这座腓尼基古城自公元638年落入穆斯林之手后，始终是十字军的心腹大患。早在1107年，鲍德温便尝试过联合丹麦、英格兰与尼德兰舰队进攻西顿，但西顿地方长官以15,000拜占庭金币贿赂换取了停战。然而协议仅维持一年，鲍德温再度围城，却因埃及舰队的驰援而失败。
1110年，挪威舰队的到来扭转了战局。西居尔与鲍德温结盟，决定对西顿发起致命一击。战役初期，提尔的穆斯林舰队试图救援，与挪威舰队爆发激烈海战。北欧战士一度濒临溃败，关键时刻威尼斯舰队的加入逆转了形势。陆上，十字军架设攻城器械猛攻城墙；海上，联军彻底封锁港口。绝望中，西顿长官策划了一场毒计：贿赂鲍德温的仆人行刺国王。这一阴谋被城中基督徒揭露——他们将密信绑于箭矢射入十字军营地。鲍德温迅速处决叛徒，西顿守军士气彻底崩溃，于12月6日开城投降。

## 后续
西顿的陷落标志着十字军在地中海东岸的又一次扩张。作为回报，威尼斯获得了西顿的一座教堂、阿克的大片土地及重要商业特权，奠定了其地中海贸易霸权的基础。相比之下，西居尔的要求充满宗教热忱：他仅索要一块据称来自“真十字架”的圣木，圣物归国后，极大提升了挪威王室的宗教威信。
完成东征后，西居尔取陆路返回挪威。尽管其兄埃斯泰因以和平治国闻名，但西居尔的冒险赢得了民众的狂热崇拜，被尊称为“耶路撒冷朝圣者”（Jorsalafari）。他推行什一税，大力支持教会建设，将圣地之行的宗教狂热转化为国内改革动力。挪威民间传说常将他的东征壮举与埃斯泰因的内政成就并称，象征中世纪盛期维京传统与基督教文明的交融。